# Цитопемпсис
Цитопе́мпсис (мікропіноцитоз) — процес активного переходу крупно молекулярних речовин за допомогою мікропухирців (везикул) через стінку капіляра з крові в тканинну рідину. Відбувається за рахунок енергії АТФ.